# Sassa Narimasa
Sassa Narimasa est un nom japonais traditionnel ; le nom de famille (ou le nom d'école), Sassa, précède donc le prénom (ou le nom d'artiste).
Sassa Narimasa (佐々 成政, 6 février 1536-7 juillet 1588), aussi connu sous le nom de « Kura-no-suke » (内蔵助), est un samouraï des époques Sengoku et Azumi Momoyama. Né dans ce qui est de nos jours l'arrondissement Nishi-ku de la ville de Nagoya (situé dans l'actuel district d'Aichi de la province d'Owari), Narimasa devient obligé d'Oda Nobunaga en 1550 et reçoit la province d'Etchū comme récompense pour avoir aidé Shibata Katsuie à combattre le clan Uesugi. Après la mort de Nobunaga en 1584, il se joint à Tokugawa Ieyasu qui défie en vain Toyotomi Hideyoshi. Il se soumet à Hideyoshi, ce qui lui vaut d'être épargné. En 1587, il lui est accordé un han dans la province de Higo de l'île Kyūshū. Cependant, en raison des difficultés à réprimer une rébellion locale, il se suicide par seppuku sur ordre d'Hideyoshi en 1588. Sa fille épouse le kuge Takatsukasa Nobufusa et ils ont un fils, Nobuhisa.